# Sophia Antipolis
Sophia Antipolis este un parc tehnologic situat la nord-vest de Antibes și la sud-vest de Nisa, în sudul Franței, pe Riviera Franceză.
Antipolis este numele grecesc antic al orașului Antibes, iar numele Sophiei se referă la zeița înțelepciunii. Fondat în 1970, parcul tehnologic găzduiește aproximativ 1.300 de companii, în principal din sectoarele IT, electronică, farmaceutică și biotehnologie și lucrează îndeaproape cu Université Côte-d'Azur. Zona are peste 9.000 de locuitori și se întinde pe o suprafață de 2.400 de hectare în municipiile Antibole, Biot, Valàuria, Vaubona și Mogins.
Institutul European de Standarde de Telecomunicații are sediul în Sophia Antipolis.